# Javi Fuego
Javier Fuego Martínez – noto come Javi Fuego – (Pola de Siero, 4 gennaio 1984) è un ex calciatore spagnolo, di ruolo centrocampista.

## Carriera
Ha giocato nella Liga con Levante, Recreativo Huelva e Rayo Vallecano.
Il 1º luglio 2013 il giocatore spagnolo, in scadenza con il Rayo, firma un contratto triennale con il Valencia. In tre stagioni collezionerà 116 presenze e 5 gol fra campionato e coppe.
Il 13 agosto 2016 passa all'Espanyol.
Rimane nel club catalano fino al 31 gennaio 2018, giorno in cui si trasferisce al Villarreal.

## Palmarès
- Giochi del Mediterraneo: 1

 2005